# Casa a la riera de Buscarons, 44 (Canet de Mar)
Casa a la riera de Buscarons, 44 és una obra eclèctica de Canet de Mar (Maresme) inclosa a l'Inventari del Patrimoni Arquitectònic de Catalunya.

## Descripció
Edifici gran amb planta baixa i pis. Distribució simètrica de la façana. Finestres amb reixes de ferro a la planta baixa i balcons amb barana de ferro i finestres al segon pis. L'acabament amb cornisa i mènsules i coronament de pedra amb barana del mateix material. Al mig hi ha una placa amb una inscripció. Totes les obertures estan remarcades amb petites motllures.